# Secrétariat International Maçonnique des Puissances Adogmatiques
Het Secrétariat International Maçonnique des Puissances Adogmatiques (S.I.M.P.A.) was een internationale wereldwijde koepelorganisatie van irreguliere obediënties van vrijmetselaarsloges uit Europa, Afrika, Azië en Amerika.  Doel was de onderlinge samenwerking tussen deze obediënties te coördineren en optimaliseren.
De organisatie is ontstaan in de nasleep van het verlaten door het Grand Orient de France en het Grootoosten van België van de eveneens internationale koepelorganisatie C.L.I.P.S.A.S. in 1996. In datzelfde jaar werd eerst de Association Maçonnique Intercontinentale Libérale (A.M.I.L.) opgericht door deze beide obediënties samen met nog enkele andere, die eveneens C.L.I.P.S.A.S. hadden verlaten. Zij ondertekenden gezamenlijk het Appel van Santiago de Chile wat een verdere uitwerking van het Appel van Straatsburg (1961) wilde zijn, het basisdocument van C.L.I.P.S.A.S.  
In 1998 werd vanuit  A.M.I.L. het Secrétariat International Maçonnique des Puissances Adogmatiques opgericht. De nieuwe organisatie legde een nog sterkere nadruk op vrijzinnigheid dan het liberale C.L.I.P.S.A.S, en zag het levenslicht op 4 december 1998 in Brussel.  
S.I.M.P.A. stond voor absolute gewetensvrijheid, haar doelstelling was dan ook om vrijmetselaars bij elkaar te brengen die de absolute gewetensvrijheid als hoogste goed hebben. Lidmaatschap stond open voor zowel gemengde, exclusief feminiene als exclusief masculiene obediënties.
Na 2010 liep het ledenaantal sterk terug, en anno 2025 leidt de organisatie een slapend bestaan.

## Aangesloten obediënties
Begin 21e eeuw telde S.I.M.P.A. 27 aangesloten obediënties.
| Naam obediëntie                                                                             | Land              |
| Europa                                                                                      | Europa            |
| ------------------------------------------------------------------------------------------- | ----------------- |
| Grand Orient de France (GOdF)                                                               | Frankrijk         |
| Grootoosten van België (GOB)                                                                | België            |
| Großorient der Schweiz (GOS)                                                                | Zwitserland       |
| Grootoosten van Hongarije (GOH)                                                             | Hongarije         |
| Grootoosten van Luxemburg (GOL)                                                             | Luxemburg         |
| Grootoosten van Polen (GOP)                                                                 | Polen             |
| Serene Grootoosten van Griekenland                                                          | Griekenland       |
| Gran Logia Simbolica Española (GLSE)                                                        | Spanje            |
| Gran Loggia d'Italia degli A.L.A.M. Obbedienza di Piazza del Gesù Palazzo Vitelleschi (GLI) | Italië            |
| Grootloge van België (GLB)                                                                  | België            |
| Grande Loge Féminine de France (GLFF)                                                       | Frankrijk         |
| Vrouwengrootloge van België (VGLB)                                                          | België            |
| Schweizerische Frauen-Grossloge (SFGL)                                                      | Zwitserland       |
| Le Droit Humain – Franse federatie                                                          | Frankrijk         |
| Le Droit Humain – Belgische federatie                                                       | België            |
| Grande Loge Mixte de France (GLMF)                                                          | Frankrijk         |
| Grande Loge Mixte Universelle (GLMU)                                                        | Frankrijk         |
| Grande Loge Française de Memphis-Misraïm (GLFMM)                                            | Frankrijk         |
| Grande Loge Féminine de Memphis-Misraïm (GLFMM)                                             | Frankrijk         |
| Afrika                                                                                      |                   |
| Grand Orient et Loges Unis du Cameroun (GOLUC)                                              | Kameroen          |
| Grand Rite Malgache                                                                         | Madagaskar        |
| Grand Orient & Loges Associées du Congo (GOLAC)                                             | Congo-Brazzaville |
| Grand Orient du Congo (GOC)                                                                 | Congo-Kinshasa    |
| Azië                                                                                        |                   |
| Ózgür Masonlar Büyük Locası (Liberale Grootloge van Turkije)                                | Turkije           |
| Amerika                                                                                     |                   |
| George Washington Union (GWU)                                                               | Verenigde Staten  |
| Grande Loja Unida de São Paulo (GLUSP)                                                      | Brazilië          |
| Grande Oriente de Santa Catarina (GOSC)                                                     | Brazilië          |

1. 1 2 3  Voormalig lid van C.L.I.P.S.A.S..
2. 1 2 3 4 5 6 7 8 9 10 11  Lid van C.L.I.P.S.A.S..
3. ↑  Observator.
4. ↑  Voormalig lid van C.L.I.P.S.A.S.; observator.
5. 1 2 3 4  Lid van C.L.I.P.S.A.S.; observerende status binnen de federatie.